# Accidente de helicóptero de Táchira
El accidente de helicóptero de Táchira supuso la pérdida de un helicóptero del ejército Bolivariano y sus 17 ocupantes el 3 de mayo de 2009 cerca de El Alto de Rubio en el estado Táchira en Venezuela. Las 17 personas a bordo del avión murieron. Entre los muertos se encontraban el general de brigada Domingo Feneite, dos pilotos del ejército, otros trece miembros del ejército y un civil.

## Historia
Un helicóptero del ejército Bolivariano al concluir un procedimiento de patrullaje en la frontera con Colombia se estrelló alrededor del mediodía hora local (16.30 UTC ) cerca de El Alto de Rubio en el estado Táchira matando a todos sus pasajeros, incluido el comandante del Teatro de Operaciones Número 2 Domingo Feneite.
El presidente venezolano Hugo Chávez, que era un teniente coronel retirado del ejército, anunció el incidente en su programa Aló presidente y dijo: "Rindo homenaje a estos soldados de la patria, especialmente al general Faneite, que fue mi cadete", también informo erróneamente que el número de fallecidos eran 18. Se cree que las causa del accidente fueron las condiciones climáticas adversas antes del accidente. El helicóptero involucrado era un Mil Mi-17 registrado con la matrícula EBV-08114.
El accidente ocurrió pocos días después de que el presidente colombiano, Álvaro Uribe Vélez, solicitara asistencia venezolana para eliminar a las guerrillas de las Fuerzas Armadas Revolucionarias de Colombia en el lado venezolano de la frontera. Aún no se sabe si el accidente está relacionado con la intensificación de las operaciones militares venezolanas contra la guerrilla. La evaluación anual sobre terrorismo del Departamento de Estado de los Estados Unidos también criticó recientemente a Venezuela por no haber vigilado la frontera y afirmó que los rebeldes y paramilitares colombianos "cruzaban regularmente al territorio venezolano para descansar y reagruparse, así como para extorsionar dinero por protección".